# Pearson VUE
Péarson VUE (англ. Virtual University Enterprises) — компанія, що спеціалізується на проведенні електронного тестування на предмет рівня роботи з продукцією ведучих виробників у сфері IT-технологій.
Станом на 2017-й рік партнерами Pearson VUE є понад 100 державних структур, навчальних організацій та світових IT-компаній, серед яких: Cisco, Oracle, Microsoft, Apple, Symantec, Novell, Intel, Citrix Systems, IBM.

## Історія
Компанія заснована у 1994 р. Кларком Портером, Стівом Нордбергом та Кірком Лундіном.
- 1996 р. — VUE з'являється у Всесвітній мережі.
- 1997 р. — NCS купує VUE. NCS-VUE першими розширюють технологію адміністрування тестів, які починають надаватись через глобальну авторизовану мережу центрів.
- 2000 р. — Pearson plc. купує NCS-VUE. Утворюється нова компанія — NCS Pearson; відкривається офіс у Токіо, Японія.
- 2002 р. — відкриті професійні центри Pearson в державному секторі, з'являється комп'ютерне тестування в галузі охорони здоров'я, фінансів та ін.
- 2003 р. — офіційне ім'я компанії стає Pearson VUE. Запатентована унікальна система безпеки професійних центрів Pearson.
- 2006 р. — Pearson VUE купує Promissor, який є провідним постачальником послуг з вимірювання знань у сферах нерухомості, страхування, іпотечного кредитування, укладання контрактів, працевлаштування та охорони здоров'я. Підписано угоду з DANTES[en], для розміщення авторизованих випробувальних центрів Pearson VUE на американських військових об'єктах. Запуск Pearson VUE Authorised® Test Center.
- 2010 р. — Pearson VUE купує Integral7, провідного провайдера програмного забезпечення для керування обліковими записами.
- 2011 р. — Pearson VUE співпрацює з Американською радою з питань освіти для створення нового державно-приватного партнерства для служби тестування GED. Складено близько 800 000 тестів GED®.
- 2012 р. — компанія Pearson VUE купує компанію Certiport[1]. Тисячі центрів тестування Certiport[2] надають іспити для Microsoft, Hewlett-Packard, Adobe Systems та інших лідерів ІТ.
- 2014 р. — запуск Provasion — нового майданчик для тренінгів та навчання, розроблений виключно для випробувальних центрів Pearson VUE Authorized. Microsoft припиняє партнерство з Prometric і Pearson VUE стає єдиним постачальником екзаменів для Microsoft[3].

## Pearson VUE в Україні
Загалом, в Україні працює 20 авторизованих центрів тестування, що знаходяться в найбільших містах країни:
- Київ:
  - CyberBionic Systematics
  - Ukraine Supreme Legal Council
  - Фаст Лейн
  - IT Distribution LLC
  - IT Education Academy
  - S&T Ukraine
  - SI BIS LLC
  - Sitronics Telecom Solutions Ukraine
  - Smart Business
  - Державний університет телекомунікацій
  - Віадук-Телеком
  - БМС Консалтинг
- Харків:
  - Квантор V
  - Комп'ютерна академія «Шаг»
  - Харківський національний університет радіоелектроніки
- Дніпро:
  - Комп'ютерна академія «Шаг»
  - SoftServe University
- Львів:
  - SoftServe University
- Миколаїв:
  - Комп'ютерна академія «Шаг»
- Тернопіль:
  - Тернопільський національний технічний університет імені Івана Пулюя
- Донецьк
  - Комп'ютерна академія «Шаг»